# Děvín
Děvín este o arie protejată (arie specială de conservare — SAC, sit de importanță comunitară — SCI) din Republica Cehă întinsă pe o suprafață de 406,32 ha, integral pe uscat.

## Localizare
Centrul sitului Děvín este situat la coordonatele 48°52′09″N 16°38′54″E / 48.869167°N 16.648333°E.

## Înființare
Situl Děvín a fost declarat sit de importanță comunitară în aprilie 2005 pentru a proteja 2 specii de plante și 5 specii de animale. Situl a fost protejat și ca arie specială de conservare în iulie 2012.

## Biodiversitate
Situată în ecoregiunea panonică, aria protejată conține 8 habitate naturale: Pante stâncoase calcaroase cu vegetație casmofită, Pajiști panonice carstice (Stipo-Festucetalia pallentis), Pajiști uscate seminaturale și facies de acoperire cu tufișuri pe substraturi calcaroase (Festuco-Brometalia) (* situri importante pentru orhidee), Grohotișuri medio-europene calcaroase, de la nivel colinar și montan, Păduri panonice cu Quercus pubescens, Pajiști stepice subpanonice, Păduri panonice cu Quercus petraea și Carpinus betulus, Păduri pe pante, grohotișuri și ravene de Tilio-Acerion.
La baza desemnării sitului se află mai multe specii protejate:
- plante (2): Dianthus lumnitzeri, Iris humilis
- mamifere (2): liliac cârn (Barbastella barbastellus), liliac cu urechi mari (Myotis bechsteinii)
- nevertebrate (3): Carabus hungaricus, Euplagia quadripunctaria, rădașcă (Lucanus cervus)